# Bryaspis lupulina
Bryaspis lupulina är en ärtväxtart som först beskrevs av George Bentham, och fick sitt nu gällande namn av Paul Auguste Duvigneaud. Bryaspis lupulina ingår i släktet Bryaspis och familjen ärtväxter. Inga underarter finns listade i Catalogue of Life.